# La Négresse (Manet)
Portrait de Laure
La Négresse est une peinture à l'huile sur toile réalisée par Édouard Manet en 1862, conservée à la pinacothèque Agnelli de Turin (Italie).

## Le modèle
Les critiques d'art sont très peu diserts sur cette œuvre dont le modèle, d'une très grande beauté, reste inconnu. On pense qu'il peut s'agir de la  femme noire qui apportait un bouquet de fleurs à Olympia. Mais son nom n'est cité nulle part et le tableau est toujours lié aux « beautés noires de Baudelaire » en référence à sa maîtresse Jeanne Duval, qui n'était pas noire mais métisse, dont Manet fit le portrait La Maîtresse de Baudelaire en 1862, durant la « période Baudelaire » de Manet, c'est-à-dire lorsque les deux hommes sont devenus proches amis. Le poète était alors très souvent présent dans l'atelier du peintre. 
Le portrait de La Négresse est présenté sans plus de détails en regard d’Oympia et de sa servante au bouquet de fleurs.

## Provenance
Répertoriée dans l'inventaire de Manet après son décès en 1883 sous le no 46, la toile a fait partie successivement des collections d'Éva Gonzalès-Guérard, puis d'Auguste Pellerin, puis d'Alexandre Louis Philippe Berthier, prince de Wagram. Elle appartient en 1913 au Baron Herzog de Budapest dont la collection fut pillée par les troupes nazis. Après être passée par Berlin, puis Honolulu entre 1933-1959, la toile entre dans la collection Agnelli de Turin. Elle est répertoriée dans le catalogue Rouart-Wilderstein 1975, tome 1, sous la référence RW 68 .